# Florian Ziemiałkowski

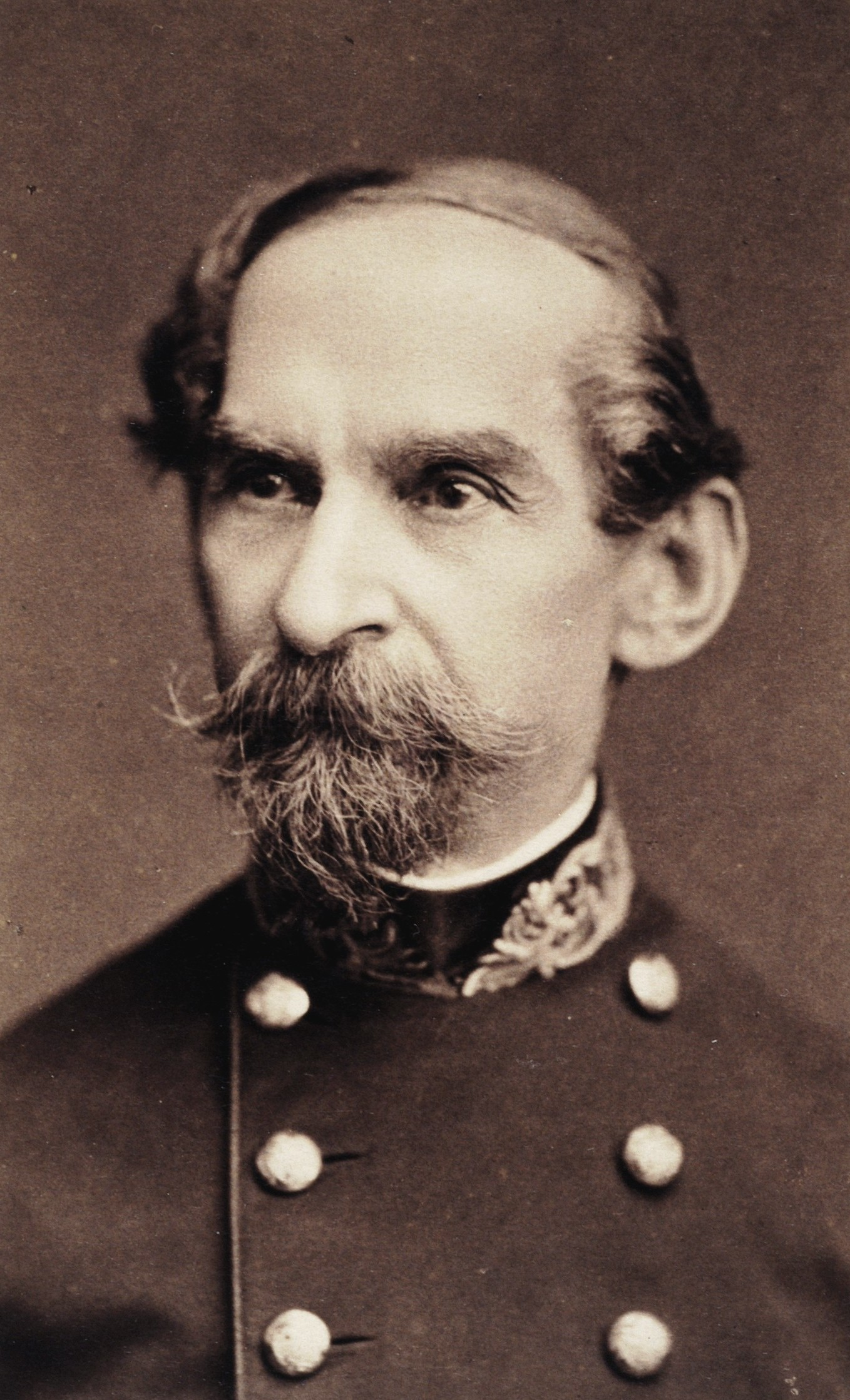
Florian Ziemiałkowski 1880.

Florian Ziemiałkowski (eller von Ziemialkowski), född den 28 december 1817 i Galizien, död den 27 mars 1900, var en österrikisk friherre och politiker. 
Ziemiałkowski blev 1840 juris doktor och 1841 docent vid universitetet i Lemberg. Varmt hängiven polska nationens frihet, inlät han sig i några politiska förbindelser, som medförde, att han, efter att i tre och ett halvt år ha hållits i undersökningshäkte, dömdes till döden. Han blev dock benådad. År 1848 var han ledamot av österrikiska riksdagen och var sedermera länge biträde åt en advokat i Lemberg (han fick inte bedriva självständig advokatverksamhet). Ziemiałkowski invaldes 1860 i galiziska lantdagen, men dömdes 1863 till tre års fängelse för förbindelser med insurgenterna i Polen. Åren 1866-69 var han ånyo ledamot av riksdagen i Wien och ledare för polska fraktionen. År 1871 utnämndes han till stadspresident i Lemberg och var 1873-88 minister för de galiziska angelägenheterna. Ziemiałkowski blev 1875 geheimeråd, upphöjdes 1879 i friherrligt stånd och blev 1888 livstidsledamot av herrehuset.